# Neues Rathaus Hattingen

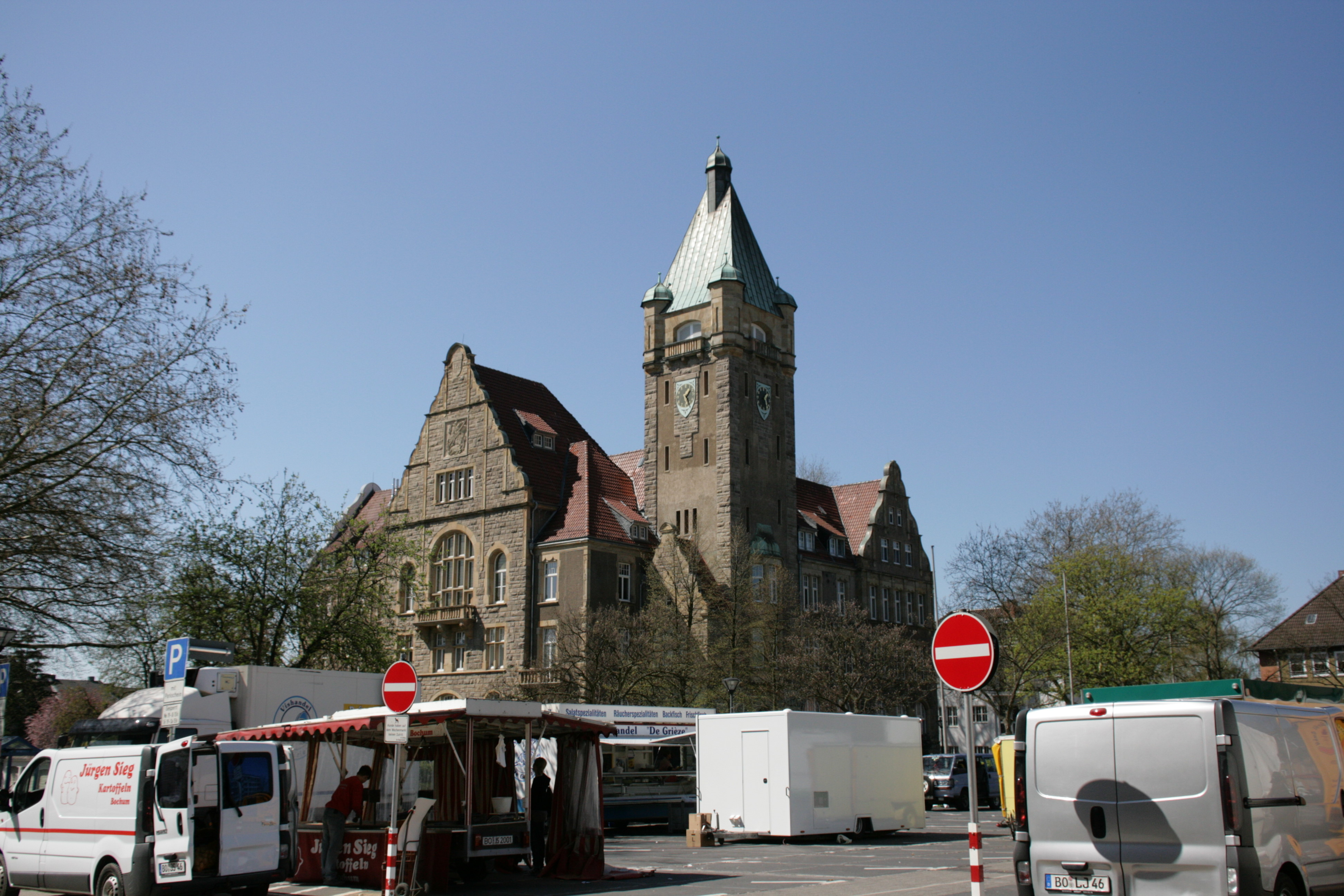
Rathaus Hattingen

Das Neue Rathaus Hattingen ist Sitz der Stadtverwaltung von Hattingen. Es befindet sich am Rathausplatz oberhalb der Altstadt. Es löste das Alte Rathaus aus dem Jahre 1576 ab. Es wurde 1909/10 von Christoph Epping im Stile der Neurenaissance entworfen. Die Fassade besteht aus grünem und hellem Sandstein.